# Rush Hour Soul
«Rush Hour Soul» es una canción de la banda de Britpop Supergrass. Fue el cuarto y último sencillo de su álbum Life On Other Planets. El sencillo no entró en las listas de Estados Unidos y quedó fuera del top 75 en el Reino Unido durante su lanzamiento en agosto de 2003, pero esto seguramente ocurrió debido a que fue lanzado 10 meses después del álbum.
"Es acerca de perder la realidad y solo estar realmente fuera de tu cabeza," dijo Danny Goffey. "Tu podrías estar realmente drogado o golpeado por la locura, y luego se trata simplemente de necesitar un escape para salir de eso. Es por eso que los versos son bastantes intensos y el coro es muy reflectivo acerca del lugar en el que preferirías estar."
Los miembros de Supergrass son bastantes afectivos con la canción, describiendo como "rápidamente se convierte en un monstruo vivo".

## Lista de canciones
CD
1. "Rush Hour Soul" (2:55)
2. "Everytime" (3:16)
3. "Rush Hour Soul (video)"

Disco de vinilo de 7'' verde (con sticker gratis)
1. "Rush Hour Soul" (2:55)
2. "Everytime" (3:16)